# Suki Waterhouse

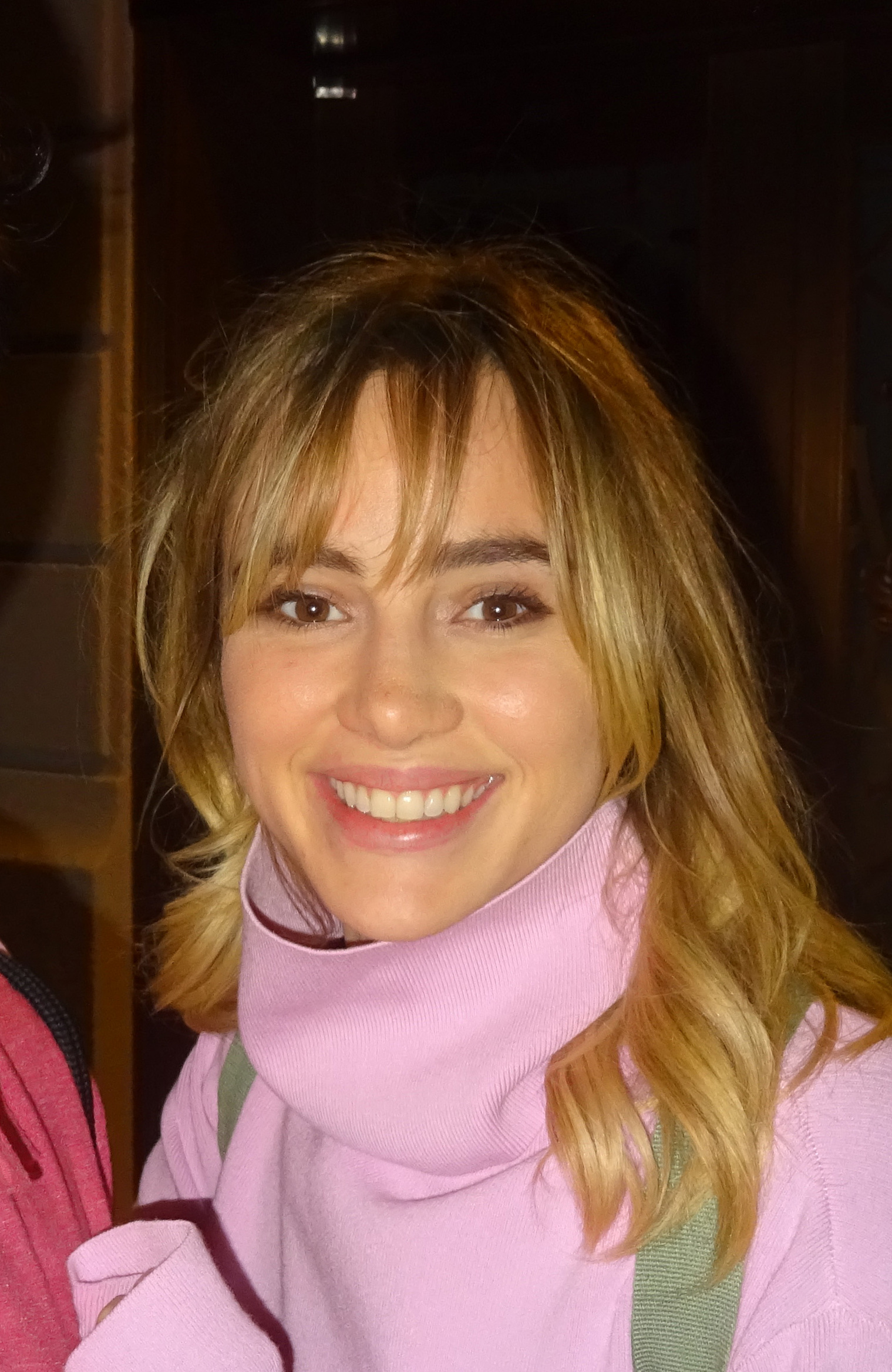
Suki Waterhouse (2017)

Alice Suki Waterhouse (ur. 5 stycznia 1992 w Londynie) – angielska piosenkarka, aktorka, modelka i bizneswoman, która wystąpiła m.in. w filmie Zbuntowana.

## Filmografia

### Filmy
| Rok  | Tytuł                           | Rola                     | Uwagi           |
| ---- | ------------------------------- | ------------------------ | --------------- |
| 2012 | Rachael                         | Rachael                  | krótkometrażowy |
| 2012 | Pusher                          | Mandy                    |                 |
| 2014 | Love, Rosie                     | Bethany Williams         |                 |
| 2015 | Zbuntowana                      | Marlene                  |                 |
| 2016 | Duma i uprzedzenie, i zombie    | Catherine "Kitty" Bennet |                 |
| 2016 | Absolutnie fantastyczne: Film   | Suki Waterhouse          |                 |
| 2016 | Outsiderka                      | Arlen                    |                 |
| 2016 | Sound of Sun                    | Woman                    | krótkometrażowy |
| 2017 | The Girl Who Invented Kissing   | The Girl                 |                 |
| 2018 | Assassination Nation            | Sarah                    |                 |
| 2018 | Jonathan                        | Elena                    |                 |
| 2018 | Martwy świat                    | Ash                      |                 |
| 2018 | Klub miliarderów                | Quintana                 |                 |
| 2018 | Charlie mówi                    | Mary Brunner             |                 |
| 2019 | Carte Blanche                   | Lulu                     | krótkometrażowy |
| 2019 | Pokémon: Detektyw Pikachu       | panna Norman             |                 |
| 2019 | Bittersweet Symphony            | Iris Evans               |                 |
| 2019 | Anonimowi mordercy              | Violet                   |                 |
| 2019 | W deszczowy dzień w Nowym Jorku | Tiffani                  |                 |
| 2019 | Burn                            | Sheila                   |                 |
| 2020 | Niepokorna miss                 | Sandra Wolsfeld          |                 |
| 2020 | Galeria złamanych serc          | Chloe                    |                 |
| 2021 | Creation Stories                | Gemma                    |                 |
| 2021 | Ty jesteś następna (Seance)     | Camille Meadows          |                 |
| 2022 | Daliland                        | Ginesta                  |                 |

### Telewizja
| Rok  | Tytuł             | Rola         | Uwagi                  |
| ---- | ----------------- | ------------ | ---------------------- |
| 2010 | Material Girl     | Lourdes      | 1 odc.                 |
| 2017 | Biała księżniczka | Cecylia York | miniserial             |
| 2018 | Into the Dark     | Alexis       | odc. New Year, New You |